# Michele Aiello
Michele Aiello (Palermo, 2 settembre 1953) è un mafioso italiano. È stato condannato a 15 anni e 6 mesi di carcere per associazione mafiosa nel processo "Talpe alla DDA", lo stesso nel quale è stato condannato Salvatore Cuffaro.

## Biografia
Di professione ingegnere, Aiello iniziò negli appalti per la costruzione di strade interpoderali di campagna ed investì anche nel settore della sanità, divenendo proprietario di cinque cliniche mediche, tra cui Villa Santa Teresa a Bagheria, centro oncologico all'avanguardia.
Secondo il collaboratore di giustizia Nino Giuffrè, Aiello era prestanome del boss Bernardo Provenzano e di altri mafiosi di Bagheria. Aiello venne arrestato la prima volta nel 2003, all'esplodere dell'inchiesta "Talpe alla DDA".
Dopo l'arresto, gli sono stati sequestrati dei beni di un valore complessivo di circa 800 milioni di euro, compresa Villa Santa Teresa, in cui la terapia contro il cancro alla prostata veniva rimborsato dalla Regione Siciliana molto di più che in altre regioni.

### Gli arresti domiciliari
Nel marzo 2012, dopo circa un anno e due mesi di reclusione, il Tribunale di sorveglianza dell'Aquila, presieduto da Laura Longo, gli ha concesso di avere gli arresti domiciliari per un anno perché affetto da favismo e perché il menù del carcere di Sulmona non era adeguato al suo problema. In seguito a questo sono sorti degli interrogativi da parte di molte persone. Il sostituto procuratore della DDA di Palermo Nino Di Matteo si è chiesto che cosa avesse impedito di cambiare il menù del carcere o di trasferire Aiello in un'altra struttura penitenziaria. Giovanna Maggiani Chelli, presidente dell'Associazione familiari delle vittime della strage di via dei Georgofili, ha parlato di un insulto all'intelligenza. Il ministro della giustizia Paola Severino ha incaricato l'Ispettorato di svolgere degli accertamenti preliminari. L'indagine si è chiusa nel settembre 2012 con una archiviazione. Nell'aprile 2013 è tornato in carcere – questa volta nella casa di reclusione di Opera, a Milano – e gli viene concessa una dieta adatta alla sua patologia.